# Lagoa dos Patos (lagune)

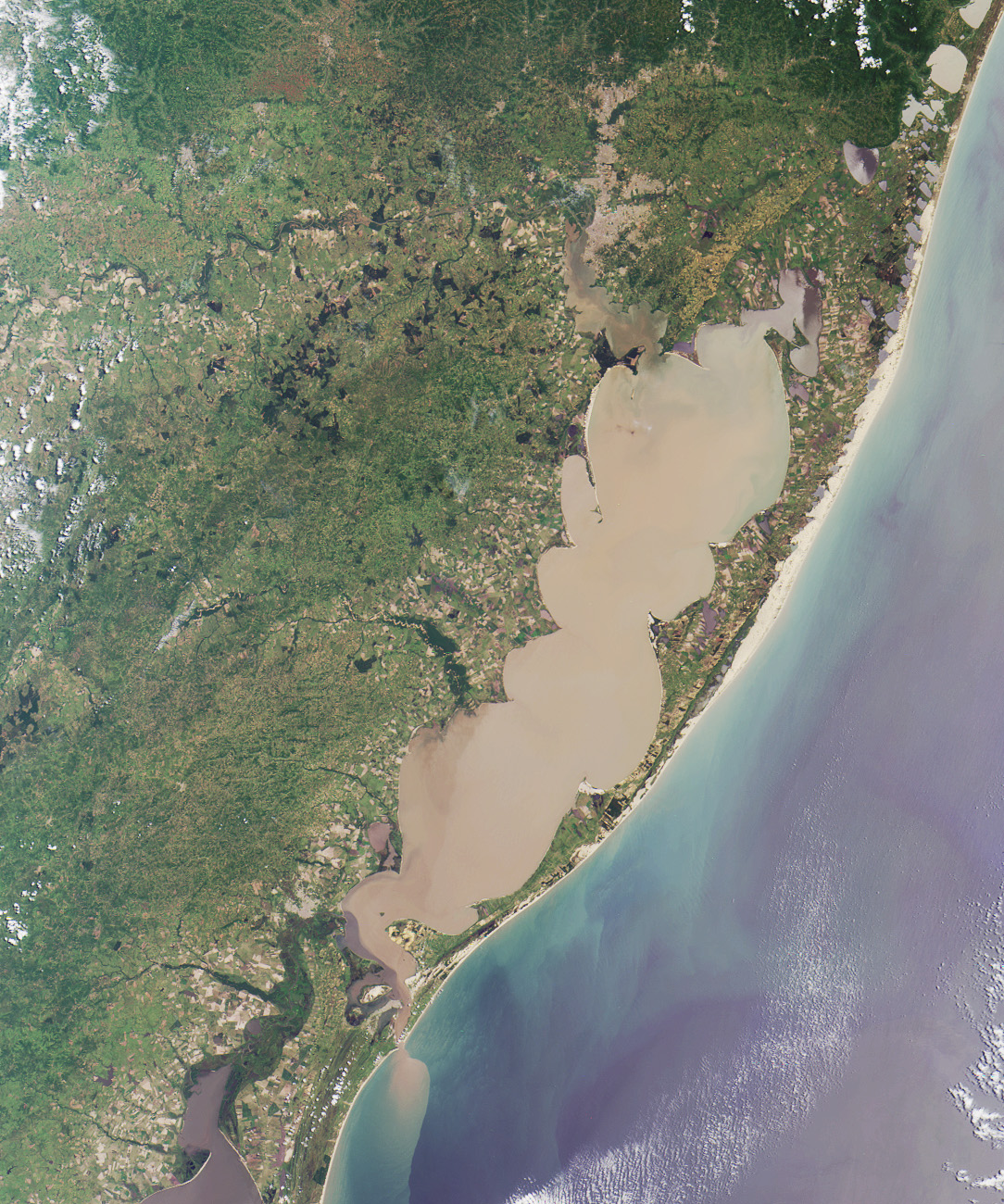
Lagoa dos Patos

Lagoa dos Patos (vertaling: Lagune der eenden) is de grootste lagune van Brazilië en de op een na grootste van Latijns-Amerika, gelegen in de staat Rio Grande do Sul. 
Het gebied is 280 km lang en 70 km breed (max.) en heeft een oppervlakte van 9.850 km². De lagune wordt van de Atlantische Oceaan gescheiden door een 8-kilometer-brede zandbank. Het São Gonçalokanaal is de verbinding tussen de lagune en de nabijgelegen Merínlagune. In het zuiden is uitloop van het lagunewater mogelijk, plaatselijk de Rio Grande genoemd.
Enkele steden die om de lagune heen liggen zijn:
- Pelotas
- Rio Grande
- São José do Norte
- São Lourenço do Sul
- Tapes
- Porto Alegre